# Seven's Grand Prix Series 2019
Navigation
Seven's Grand Prix Series 2018 Rugby Europe Sevens Championship Series 2021
Le Seven's Grand Prix Series 2019 est la dix-huitième édition de la plus importante compétition européenne de rugby à sept. Elle se déroule entre juin et juillet 2019 et est organisée par Rugby Europe.
Ce tournoi permet la qualification des nations classées dans les 9 premières pour le Tournoi qualificatif olympique.

## Équipes participantes
- Allemagne
- Angleterre
- Espagne
- France
- Pays de Galles
- Géorgie
- Italie
- Irlande (tenant du titre)
- Portugal
- Pologne
- Russie
- Roumanie (promu)

## Grand Prix Series
| Date               | Lieu           | Vainqueur | Finaliste | Troisième  |
| ------------------ | -------------- | --------- | --------- | ---------- |
| 22-23 juin 2019    | Moscou, Russie | France    | Irlande   | Angleterre |
| 20-21 juillet 2019 | Łódź, Pologne  | Allemagne | Espagne   | Italie     |

## Classement
| Légende                                                                         |
| ------------------------------------------------------------------------------- |
| Qualifié pour le Tournoi de Hong Kong 2020                                      |
| Déjà parmi les équipes permanentes pour les World Rugby Sevens Series 2019-2020 |
| Relégué en Rugby Europe Sevens Trophy 2020                                      |
| Qualifié pour le tournoi qualificatif olympique                                 |

| Rank               | Equipe         | Moscou | Łódź | Points |
| ------------------ | -------------- | ------ | ---- | ------ |
| Médaille d'or      | Allemagne      | 14     | 20   | 34     |
| Médaille d'argent  | France         | 20     | 12   | 32     |
| Médaille de bronze | Irlande        | 18     | 14   | 32     |
| 4                  | Espagne        | 10     | 18   | 28     |
| 5                  | Italie         | 6      | 16   | 22     |
| 6                  | Pays de Galles | 12     | 10   | 22     |
| 7                  | Angleterre     | 16     | 3    | 19     |
| 8                  | Portugal       | 8      | 8    | 16     |
| 9                  | Géorgie        | 3      | 6    | 9      |
| 10                 | Russie         | 4      | 4    | 8      |
| 11                 | Pologne        | 2      | 2    | 4      |
| 12                 | Roumanie       | 1      | 1    | 2      |

1. 1 2  Par accord entre les trois nations de l'île de Grande Bretagne (Angleterre, Ecosse, pays de Galles), l'Angleterre, en tant que mieux classé à l'issue World Rugby Sevens Series 2017-2018, représentera la Grande Bretagne pour la qualification aux Jeux olympiques[1]. La composition finale de l'équipe de Grande Bretagne étant déterminée par la British Olympic Association.

## Première étape
La première épreuve se déroule à Moscou en Russie du 22 au 23 juin 2019. Elle est remportée par la France qui bat l'Irlande en finale 31-26 .
| Classement              | Vainqueur      | Score | Finaliste | Demi-finaliste            |
| ----------------------- | -------------- | ----- | --------- | ------------------------- |
| Cup                     | France         | 31-26 | Irlande   | Angleterre (3e) Allemagne |
| Plate                   | Pays de Galles | 28–5  | Espagne   | Portugal (7e) Italie      |
| Challenge Trophy (Bowl) | Russie         | 14–0  | Géorgie   | Pologne (11e) Roumanie    |

## Deuxième étape
La deuxième épreuve se déroule à Łódź en Pologne du 20 au 21 juillet. Elle est remportée par l'Allemagne qui remporte par la même occasion – et pour la première fois – l'ensemble des Grand Prix Series de cette année.
A noter que contrairement à l'étape précédente la France et l'Angleterre avaient envoyée des équipes de développement pour ce tournoi.
| Classement | Vainqueur | Score | Finaliste      | Demi-finaliste          |
| ---------- | --------- | ----- | -------------- | ----------------------- |
| Cup        | Allemagne | 28-14 | Espagne        | Italie (3rd) Irlande    |
| Plate      | France    | 29-19 | Pays de Galles | Portugal (7th) Géorgie  |
| Bowl       | Russie    | 21–12 | Angleterre     | Pologne (11th) Roumanie |